# أحادي أكسيد السيليكون
أحادي أكسيد السيليكون هو مركب كيميائي صيغته SiO، ويوجد على شكل صلب بني إلى أسود اللون.

## التحضير
يحضر المركب من تسخين ثنائي أكسيد السيليكون مع عنصر السيليكون تحت الفراغ عند درجات حرارة تصل إلى حوالي 1250 °س.
{\displaystyle {\ce {SiO2 + Si <=> 2 SiO}}}

## الخواص
يوجد المركب في الشروط القياسية على شكل صلب بني إلى أسود، وهو عملياً غير منحل في الماء. يسهل أكسدة أحادي أكسيد السيليكون إلى ثنائي أكسيد السيليكون:
{\displaystyle \mathrm {2\ SiO+O_{2}\longrightarrow 2\ SiO_{2}} }
يكون للمركب الصلب في درجة الحرارة العادية بنية بوليمرية من سلاسل Si–O؛ أما المركب المستحصل وفق طريقة التحضير المذكورة فهو على شكل غاز أحادي الجزيء.

## الاستخدامات
يستخدم أحادي أكسيد السيليكون في الطلاء المانع للانعكاس على العدسات.